# Hypoaspis evansi
Hypoaspis evansi är en spindeldjursart som beskrevs av Hunter 1964. Hypoaspis evansi ingår i släktet Hypoaspis och familjen Laelapidae. Inga underarter finns listade i Catalogue of Life.